# In Neon
In Neon è un brano scritto ed interpretato dall'artista britannico Elton John; il testo è di Bernie Taupin.

## Il brano
Proveniente dall'album del 1984 Breaking Hearts (ne costituisce la settima traccia), si differenzia dai precedenti singoli provenienti dall'LP (di derivazione pop rock): è infatti caratterizzato da una melodia lenta, di stampo pop. Vengono messi in evidenza gli storici membri della Elton John Band: Davey Johnstone è alla chitarra, Dee Murray al basso e Nigel Olsson alla batteria; essi, comunque, si cimentano anche ai cori. Elton, oltre a cantare, è presente anche al pianoforte. Il testo di Bernie Taupin (direttore del videoclip) significa letteralmente Al Neon.
In Neon fu distribuita come singolo nel 1984 (subito dopo Who Wears These Shoes?) ma non ebbe un grande successo, conseguendo solo una #38 USA.